# 흰배노랑박쥐
흰배노랑박쥐(Scotophilus leucogaster)는 애기박쥐과에 속하는 박쥐의 일종이다. 앙골라와 베넹, 보츠와나, 부르키나 파소, 카메룬, 중앙아프리카공화국, 차드, 코트디부아르, 감비아, 가나, 기니, 기니비사우, 케냐, 말리, 모리타니, 나미비아, 니제르, 나이지리아, 세네갈, 시에라리온, 수단, 토고, 우간다 그리고 잠비아에서 발견된다. 자연 서식지는 건조림과 습윤 사바나 지역이다.